# St. Georg (Thangelstedt)

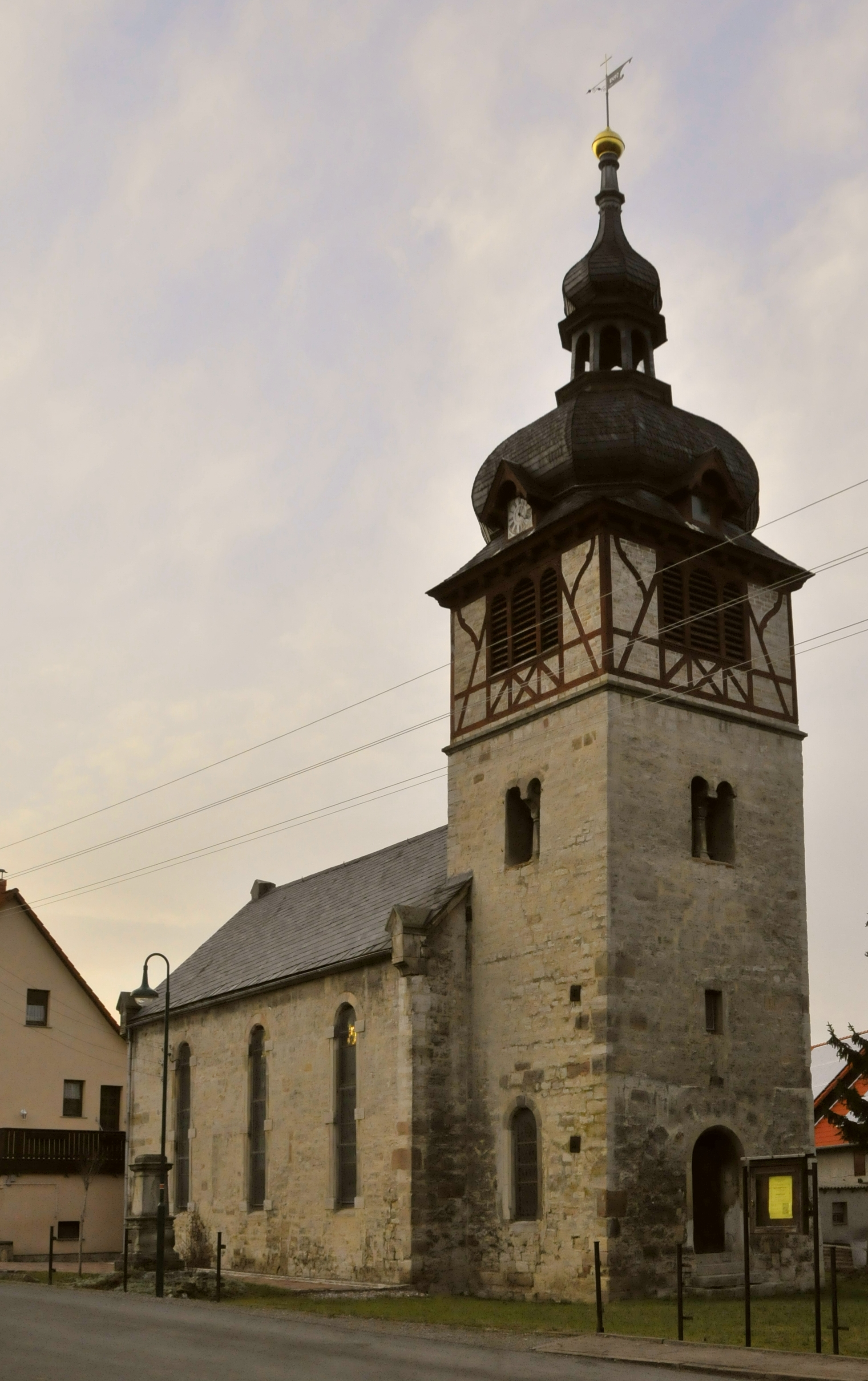
Thangelstedt, St. Georg

Die Dorfkirche St. Georg steht im Ortsteil Thangelstedt der Stadt Blankenhain im Landkreis Weimarer Land in Thüringen.

## Lage
Die evangelische Kirche befindet sich im östlichen Dorf. Der Zugang zur Kirche und Kirchhof wurde neugestaltet. Ein Denkmal für die gefallenen Soldaten im Krieg 1870/71 steht vor der Kirche.

## Geschichte
Von der mittelalterlichen Kirche, die bereits dem Heiligen Georg geweiht war, ist noch der Kirchturm aus der Zeit um 1300 erhalten. Am 3. Juli 1896 brannte das Langhaus bis auf die Grundmauern nieder. Die in neuromanischem Stil neu aufgebaute Kirche wurde am 1. Advent 1897 wieder eingeweiht. Ein alter, jetzt über der Tür  eingebauter Stein in der Langhausseite mit der Inschrift „Pax intrantibus, salus exeuntibus“ (Ihr möget Frieden herein bringen und das Heil mit hinaus nehmen) trägt die Jahreszahl 1713. 
Der Innenraum wurde 1983 avantgardistisch neu gestaltet. Unter der Westempore wurde ein Gemeinderaum eingebaut. Die pneumatische Orgel ist nach einer Reparatur im Jahr 2010 wieder bespielbar.